# Chronica Polonorum (Maciej Miechowita)
Chronica Polonorum (Kronika Polaków) – kronika Macieja Miechowity w języku łacińskim, wydana  w 1519.

## Historia
Kronika opisuje dzieje Polski. Opiera się na pracach Jana Długosza, uzupełniając jego relację wydarzeniami do czasów wstąpienia na tron Zygmunta Starego. Pierwsze wydanie kroniki ukazało się w 1519, zostało jednak skonfiskowane z powodów politycznych. W 1521 ukazało się przeredagowane wznowienie. Na skutek interwencji Senatu pewne ustępy zostały opuszczone, inne zaś zmienione, ponieważ niektóre rody magnackie poczuły się urażone relacjami o ich przodkach.
Z dzieła Miechowity korzystali przy tworzeniu swoich prac Bernard Wapowski (Kronika) i Marcin Kromer (De origine et rebus gestis Polonorum). Razem z wydaniem kroniki z 1521 ukazał się trzyczęściowy traktat historyczny Ludwika Decjusza De vetustatibus Polonorum liber I. De Iagellonum familia liber II. De Sigismundi regis temporibus liber III.
Krótkie fragmenty Kroniki Polaków zostały przetłumaczone w połowie XVI w. przez Stanisława Chwalczewskiego, a kilkanaście lat później ukazało się tłumaczenie na język włoski. Na język polski Kronika została przełożona dopiero w 2023 roku, czyli 504 lata po premierze łacińskiego oryginału, a autorem przekładu jest ks. Michał Cichoń.